# Supertaça Cândido de Oliveira de 2011
A Supertaça Cândido de Oliveira de 2011 foi a 33ª edição da Supertaça Cândido de Oliveira. A edição foi ganha pelo Futebol Clube do Porto por um resultado de 2 a 1 ao Vitória de Guimarães.

## Partida
| 7 de agosto de 2011 | FC Porto       | 2 – 1 | Vitória de Guimarães | Estádio Municipal de Aveiro, Aveiro    |
| 21:00 UTC           | Rolando 4' 41' |       | Toscano 33'          | Público: 18 313 Árbitro: Pedro Proença |

| FC Porto | V. Guimarães |

## Campeão
| Supertaça Cândido de Oliveira 2011 |
| ---------------------------------- |
| Porto 18º Título                   |